# TE - TO Senta
TE - TO Senta (code BELEX : TETO) est une entreprise serbe qui a son siège social à Senta, dans la province de Voïvodine. Elle travaille dans les domaines de l'agroalimentaire et, plus particulièrement, de l'industrie sucrière. Elle entre dans la composition du BELEXline, l'un des indices principaux de la Bourse de Belgrade.

## Histoire
L'usine sucrière de Senta a été construite en 1961 ; elle disposait alors d'une capacité de transformation de 2 000 t de betteraves par jour. Transformée en société par actions, elle a été privatisée en 2002. TE - TO Senta a été admise au libre marché de la Bourse de Belgrade le 12 janvier 2006 et à son marché non réglementé le 18 juillet 2011.

## Activités
TE - TO Senta produit du sucre de betteraves. Elle vend en gros du sucre cristallisé pour l'industrie, notamment pour la confiserie, la pâtisserie, les confitures et les marmelades ou pour la fabrication de boissons alcoolisées ou non alcoolisées. Le sucre est également proposé sous forme de pulpe ou de molasses,. La société propose aussi, pour particuliers, des sucres blancs ou bruns, sous divers conditionnements, en morceaux, en poudre, ou en cristal, sous la marque « Notadoce ».

## Données boursières
Le 12 juin 2014, l'action de TE - TO Senta valait 6 000 RSD (51,98 EUR). Elle a connu son cours le plus élevé, soit 13 500 RSD (116,97 EUR), le 25 mai 2007 et son cours le plus bas, soit 76 RSD (0,65 EUR), le 26 décembre 2003.
Le capital de TE - TO Senta est détenu à hauteur de 93,13 % par des entités juridiques,dont 78,75 % par Star šećer d.o.o. Senta.